# Mamadapur, Bijapur
Mamadapur là một làng thuộc tehsil Bijapur, huyện Bijapur, bang Karnataka, Ấn Độ.